# Кризманич, Янош
Янош Кризманич (Кризманих, Кризманиц, венг. Krizmanich János или Krizmanits; 27 января 1889, Kroatisch Minihof, Бургенланд — 26 июля 1944, Будапешт) — венгерский гимнаст, серебряный призёр летних Олимпийских игр 1912 года.
Чемпион Венгрии 1910, 1912, 1913 и 1914 годов. На Олимпиаде 1912 года в индивидуальных соревнованиях занял 19-е место, но стал серебряным призёром в командном зачёте. В послевоенные годы вновь чемпион Венгрии в 1921 году. Затем спортивный тренер, с 1934 г. председатель технического комитета национальной федерации спортивной гимнастики.